# Sarral
Sarral (abans també coneguda com a Sarreal) és una vila i municipi de la comarca de la Conca de Barberà.

## Etimologia
Segons Antoni Maria Alcover i Francesc de Borja Moll, el nom de Sarral és la grafia aglutinada i contracció de Sa Real. És per això que abans era comuna la forma Sarreal.
Sarral tenia estatus de vila reial, és a dir, pertanyia al rei, com Montblanc, i estava exempta del senyoriu de la noblesa, de l'Església o de les corporacions.

## Geografia
- Llista de topònims de Sarral (Orografia: muntanyes, serres, collades, indrets..; hidrografia: rius, fonts...; edificis: cases, masies, esglésies, etc).

## Demografia
| Entitat de població  | Habitants (2024) |
| Sarral               | 1.543            |
| Vallverd de Queralt  | 24               |
| Montbrió de la Marca | 21               |
| Font: Idescat        |                  |

| 1497 f | 1515 f | 1553 f | 1717  | 1787  | 1857  | 1877  | 1887  | 1900  | 1910  |
| ------ | ------ | ------ | ----- | ----- | ----- | ----- | ----- | ----- | ----- |
| 142    | 153    | 199    | 1.057 | 2.580 | 2.803 | 2.465 | 2.683 | 2.217 | 2.048 |

| 1920  | 1930  | 1940  | 1950  | 1960  | 1970  | 1981  | 1990  | 1992  | 1994  |
| ----- | ----- | ----- | ----- | ----- | ----- | ----- | ----- | ----- | ----- |
| 2.239 | 2.183 | 1.795 | 1.858 | 1.630 | 1.622 | 1.431 | 1.389 | 1.363 | 1.363 |

| 1996  | 1998  | 2000  | 2002  | 2004  | 2006  | 2008  | 2010  | 2012  | 2014  |
| ----- | ----- | ----- | ----- | ----- | ----- | ----- | ----- | ----- | ----- |
| 1.413 | 1.403 | 1.430 | 1.452 | 1.492 | 1.596 | 1.686 | 1.720 | 1.662 | 1.595 |

| 2016  | 2018  | 2020  | 2022  | 2024  | 2026 | 2028 | 2030 | 2032 | 2034 |
| ----- | ----- | ----- | ----- | ----- | ---- | ---- | ---- | ---- | ---- |
| 1.587 | 1.544 | 1.538 | 1.578 | 1.583 | -    | -    | -    | -    | -    |

El 1857 incorpora Vallverd, i el 1975, Montbrió de la Marca.

## Història
S'han trobat restes prehistòriques al terme, la qual cosa indica que es trobava habitat des de temps antics. També s'han trobat restes de vil·les romanes.
Després de la Reconquesta, el territori restava sota la jurisdicció del castell de Forès. Al segle xi el lloc era conegut com a Saüc i pertanyia a les terres del castell de Forès. El rei d'Aragó i comte de Barcelona, Alfons I el Cast, li atorgà carta de població l'any 1180 i es constituí com Vila Reial. El 1187, el mateix rei donà al Monestir de Santes Creus el privilegi de fer ús del jaciment de ciment i del forn de Sarral. El 3 de novembre de 1285, el rei Pere II d'Aragó cedí el domini de les terres al monestir de Santes Creus. Donada l'oposició de la població a dependre del cenobi, el lloc tornà a quedar en mans de la corona el 1383.
Finalitzada la Guerra dels Segadors, el rei Felip IV entregà el lloc al marquès de Mortara en recompensa per la seva lleialtat durant la guerra. El 1800, en morir el VII marquès sense fills, el lloc passà al marquès de Figueira que fou senyor del lloc entre 1828 i 1833.
Encara que es coneix l'existència d'un castell durant l'edat mitjana, no queda cap rastre de la seva presència. Se suposa que va estar ubicat en el lloc en què està l'Ajuntament actual. Es coneix també que la vila va estar en un temps emmurallada i que els murs foren destruïts durant la guerra civil catalana contra Joan II.
El 29 de març de 1810 nasqué a Sarral Pau Alió Anguera, que ha passat a la història per ser el tinent de l'exèrcit de Ramon Cabrera que durant la Primera Guerra Carlina expugnà la fortalesa de Morella en un audaç cop de mà.

## Llocs d'interès
- Museu de l'Alabastre.[2]

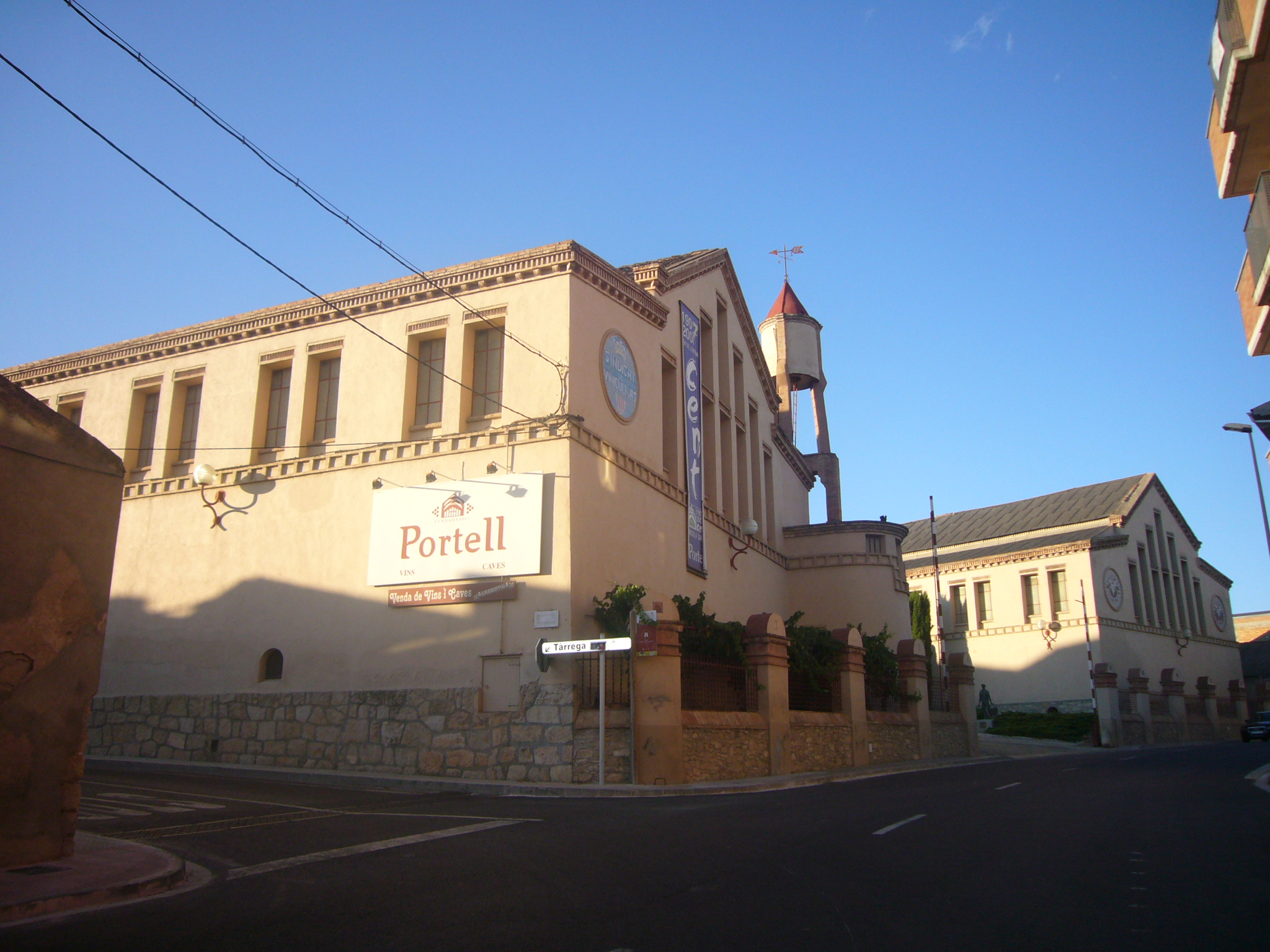
Celler Cooperatiu de Sarral. A l'esquerra l'edifici de 1914 i a la dreta el de 1934.

- Celler Cooperatiu de Sarral,[3] obra modernista de l'arquitecte Pere Domènech i Roura de 1914.[4] Està format per tres naus, més elevada la central, a l'estil de les masies catalanes.[4] Els finestrals verticals amb forma rectangular s'escalen a la façana seguint el pendent de la coberta i s'organitzen de dos en dos a les naus laterals.[4] Cal destacar el dipòsit, suportat per tres pilars de maó vist i coronat amb coberta cònica. L'any 1934 es va afegir un segon edifici quasi idèntic al primer.[4]
- Ermita dels Sants Metges[5]

## Sarralencs destacats
- Pau Alió Anguera
- Claudi Ametlla i Coll
- Joan Badia Carbó
- Joan Potau i Farré
- Pere Anton Veciana i Rabassa